# 旋转木马 (歌曲)
旋转木马是美国乡村音乐女歌手凯茜·马斯格雷夫斯的首支单曲，收录于专辑《命运大不同》，于2012年9月发行。马斯格雷夫斯与肖恩·麦卡纳利共同创作并共同制作了这首歌，乔什·奥斯本也参与了创作，卢克·莱尔德协助制作。
旋转木马在第56届格莱美奖上获得了最佳乡村歌曲奖项。

## 歌曲内容
旋转木马以嘲讽性的风格描写了对美国中心地区生活的观察，它借鉴了童谣《玛丽，不一样的玛丽》的中重复文字游戏。歌曲的后半部分以现代化的方式重述了另一首传统童谣《杰克和吉尔》。歌曲使用了F大调，2/2拍子，速度约为每分钟88拍，并主要以吉他和班卓琴伴奏。

## 专业评价
网站的比利·杜克斯（Billy Dukes）将这首歌的风格和马斯格雷夫斯的声音与米兰达·兰伯特进行了比较，给出了4.5颗星（满分5分）。网站的朱莉·桑基（Juli Thanki）为这首歌竖起了大拇指，她说马斯格雷夫斯“以超出她24岁的成熟度写作，对小镇生活进行了坚定的审视，比她的许多男性同行提供的高度浪漫化的乡村颂歌更加细致。”
歌曲还进入了“NPR音乐2012年100首最喜爱的歌曲”名单，它在《公告牌》的“2013年十大最佳乡村单曲”名单中排名第一。
《滚石》将其列入2012年最佳单曲第49位，它还在该杂志2021年版“有史以来最伟大的500首歌曲”中排名第362。

## 音乐视频
歌曲的音乐视频由佩里·比恩（Perry Bean）导演，于2012年9月首播。

## 商业表现
旋转木马在《公告牌》热门乡村歌曲榜上最高排名第14名，在乡村电台榜上最高排名第十名，截至2014年2月歌曲销量已达到82.5万。

## 榜单表现
| 榜单（2012–2013年）                | Peak position |
| ---------------------------------- | ------------- |
| 加拿大（Canadian Hot 100）         | 84            |
| 加拿大（《告示牌》Canada Country） | 26            |
| 美国（《告示牌》百大單曲榜）       | 63            |
| 美國（《告示牌》热门乡村歌曲榜）   | 14            |
| 美國（《告示牌》Country Airplay）  | 10            |

| 榜单（2013年）                   | 最高排行 |
| -------------------------------- | -------- |
| 美国（《公告牌》乡村电台榜）     | 63       |
| 美国（《公告牌》热门乡村歌曲榜） | 52       |